# Hr.Ms. De Zeven Provinciën (1910)
Hr.Ms. De Zeven Provinciën was het laatste en grootste pantserschip gebouwd voor de Nederlandse Marine, op de Rijkswerf in Amsterdam. Het schip was het zesde Nederlandse marineschip met de naam Zeven Provinciën. De schepen zijn vernoemd naar de Zeven Provinciën, die de voorloper waren van de Republiek der Zeven Verenigde Nederlanden.

## Specificaties
De bewapening van het schip bestond uit twee enkele 280mm-kanonnen, vier enkele 150mm-kanonnen en tien enkele 75mm-kanonnen. Het pantser langs de zij van de romp was 150 mm dik en het pantser rond de geschuttorens 250 mm dik. Het schip was 101,5 meter lang, 17,1 meter breed en had een diepgang van 6,2 meter. De waterverplaatsing bedroeg 6530 ton. De motoren van het schip leverden 8000 pk, waarmee een snelheid van 16 knopen kon worden gehaald. Het schip werd bemand door 452 man.

## Diensthistorie
Het schip werd op 15 maart 1909 te water gelaten en gedoopt door prins Hendrik op de Rijkswerf te Amsterdam en op 6 oktober 1910 werd de De Zeven Provinciën in dienst genomen. Het schip was het laatste en grootste pantserschip gebouwd voor de Nederlandse marine. Op 21 november dat jaar vertrok het schip vanuit Den Helder via Zuid-Afrika naar Nederlands-Indië, waar het op 25 januari 1911 aankwam in Soerabaja.
Op 23 januari 1912 liep De Zeven Provinciën tijdens een oefenreis rond Sumatra nabij het eiland Koendoer op een niet op de kaart staand rif. Na het lossen van munitie en kolen kon men op eigen kracht loskomen. Het schip dokte vervolgens in Singapore en keerde op 25 april weer terug in Soerabaja.
Op 7 april 1916 demonstreerde marinepersoneel van onder andere De Zeven Provinciën in Soerabaja tegen wantoestanden in het militaire hospitaal aldaar.
Op 4 april 1918 escorteerden De Zeven Provinciën en de Koningin Regentes de passagiersschepen de Vondel, Kawi, Rindjani en Grotius naar Tandjong Priok. De schepen waren onderschept in het oostelijk deel van de Indische archipel. Dit gebeurde naar aanleiding van het confisqueren van Nederlandse koopvaardijschepen door Groot-Brittannië en de Verenigde Staten, die zich hierbij beriepen op het angarierecht.
Na acht jaar in Nederlands-Indië te hebben gediend, vertrok het schip later dat jaar op 20 november vanuit Tandjong Priok via het Panamakanaal en New York naar Den Helder. Op 1 april 1919 kwam men in Den Helder aan. Het schip ging vervolgens voor onderhoud naar Amsterdam.
Op 9 november 1921 vertrok het schip voor de tweede en laatste keer vanuit Den Helder naar Nederlands-Indië. Aangekomen in Nederlands-Indië fungeerde het als artillerie-instructieschip.
Het schip werd bekend door een muiterij in 1933 (van 4 tot 10 februari), die in feite een protestdemonstratie tegen arbeidsomstandigheden was en de geschiedenis is ingegaan als de Muiterij op De Zeven Provinciën. Na een week werd de muiterij beëindigd met een luchtaanval waarbij een bom op het schip werd gegooid en 23 doden vielen. Onduidelijk is of de aanval gericht was of slechts als waarschuwing bedoeld, waarbij de bom vóór het schip had moeten belanden. De opdracht voor de aanval werd rechtstreeks door minister Deckers gegeven.
Na de muiterij werd het schip omgedoopt in Soerabaja en voor opleidingen gebruikt. In de Tweede Wereldoorlog werd het bij een Japans bombardement tot zinken gebracht. De Japanners lichtten het schip en gebruikten het als batterijschip. In het Westervaarwater zonk het opnieuw.